# Gabrijela Ujčić
Gabrijela Ujčić (Rijeka, 2. listopada 1976.), hrvatska plivačica.
Nastupila je na Olimpijskim igrama 1996. Na 50 metara slobodno osvojila je 46. mjesto, na 100 metara slobodno bila je 45., a na 100 metara delfin osvojila je 42. mjesto.
Na Mediteranskim igrama 1993. godine je osvojila brončanu medalju u štafeti 4 x 100 metara mješovito.
Bila je članica riječkog Primorja.